# Vik Sahay
Vikram "Vik" Sahay – kanadyjski aktor telewizyjny i filmowy. Znany głównie jako odtwórca roli Lestera Patela w serialu Chuck.

## Życiorys
Vik Sahay urodził się w Ottawie, Kanada w hinduskiej rodzinie. Uczęszczał do Canterbury High School of the Arts w Ottawie. Następnie rozpoczął studia na Uniwersytecie Concordia w Montrealu, na kierunku związanym z teatrem.
Wystąpił wraz z bratem Sidharth Sahay w kanadyjskim programie telewizyjnym You Can't Do That on Television, w którym zaprezentował klasyczny taniec indyjski. Występował także w serialach Radio Active w roli Kevina Calvina, Our Hero w roli Dalal Vidya oraz Alicja w krainie prawa jako Anil Sharma. Za rolę w serialu Our Hero został nominowany w roku 2002 do Canadian Comedy Award.

## Filmografia
- 2013: Kości (Bones) jako Akshay Mirza
- 2012: American Pie: Zjazd absolwentów (American Reunion) jako Prateek Duraiswamy
- 2012: My Awkward Sexual Adventure jako Dandak Sajal
- 2012: Agenci NCIS  jako Ajay Khan
- 2011: Afghan Luke jako Imran Sahar
- 2008: Rocker, The jako Gary
- 2008: Roxy Hunter i straszny Halloween (Roxy Hunter and the Horrific Halloweenn) jako Rama
- 2008: Roxy Hunter i mityczna syrenka (Roxy Hunter and the Myth of the Mermaid) jako Rama
- 2008: Time Bomb jako Samir / Habib
- 2008: Roxy Hunter i tajemnica szamana (oxy Hunter and the Secret of the Shaman) jako Ramma
- 2007: Opętanie - Powrót do domu (Stir of Echoes: The Homecoming) jako Farzan
- 2007: Rikszarz (Amal) jako Vivek
- 2007: Roxy Hunter i duch (Roxy Hunter and the Mystery of the Moody Ghost) jako Ramma
- 2007–2012: Chuck (Chuck) jako Lester Patel
- 2006: Path to 9/11, The jako Ahmal
- 2006: Living Death jako Steve
- 2005: Mayday jako Tak Ito
- 2005: Murder Unveiled jako Bindri
- 2005: My Uncle Navy and Other Inherited Disorders jako Dinesh
- 2004–2006: Alicja w krainie prawa (This Is Wonderland) jako Anil Sharma
- 2003: Jadłodajnia (Fast Food High) jako Evan
- 2003–2009: Bez śladu (Without a Trace) jako Bernie
- 2002–2009: Tajniak i agentka (Tom Stone) jako Jimmy
- 2001: Cena życia (Mother's Fight for Justice) jako Marius
- 2001: Wings of Hope jako Ricky
- 2000: Our Hero jako Dalal Vidya
- 1999: Małe, niewinne morderstwo (Slight Case of Murder, A) jako Bob
- 1999: eXistenZ jako Asystent
- 1998: Garbage Picking Field Goal Kicking Philadelphia Phenomenon, The jako Kierowca taksówki
- 1998–2001: Radio Active jako Kevin Calvin (1998−1999)
- 1997: Buntownik z wyboru (Good Will Hunting) jako Student M.I.T
- 1997: Uśmiech fortuny (Balls Up) jako Debdash
- 1997: Platinum jako Anthony Medeci
- 1996: Nie wszystko stracone (Everything to Gain) jako Roland Jellico